# Stemphylium sarciniforme
Stemphylium sarciniforme är en svampart som först beskrevs av Fridiano Cavara, och fick sitt nu gällande namn av Wiltshire 1938. Stemphylium sarciniforme ingår i släktet Stemphylium och familjen Pleosporaceae.   Inga underarter finns listade i Catalogue of Life.